# 印第安纳大学布卢明顿公共卫生学院
印第安纳大学布卢明顿公共卫生学院（Indiana University School of Public Health Bloomington）是印第安纳大学布卢明顿分校的一所本科和研究生学院。在2012年之前，该学院曾名为健康、体育与休闲学院（HPER）。如今，位于印第安纳大学布卢明顿校区的公共卫生学院招收2,790名本科生和研究生，提供34个不同学位，并设有五个学术系。2020年，布卢明顿公共卫生学院重新获得公共卫生教育委员会的认证。